# 대한민국의 제1야전군사령관
다음은 대한민국 육군 제1야전군사령관(第一野戰軍司令官)의 목록이다.

## 역할
- (야전군사령부령 제3조 제1항) 사령관은 국군조직법 제9조제3항의 규정에 의하여 합동참모의장의 작전지휘·감독을 받는 경우를 제외하고는 육군참모총장의 명을 받아 사령부의 업무를 통할하고 야전군에 예속 또는 배속된 부대(이하 "관할부대"라 한다)를 지휘·감독한다.

## 역대 사령관
| 정부             | 대수 | 성명           | 계급 | 출신      | 임관         | 임기                   | 비고                                    |
| ---------------- | ---- | -------------- | ---- | --------- | ------------ | ---------------------- | --------------------------------------- |
| 제1공화국        | 초대 | 백선엽(白善燁) | 대장 | 평남 강서 | 군영         | 1954.2.14 ∼ 1957.5.    | 육참총장. 연합참모본부총장.교통부장관   |
| 제1공화국        | 2대  | 송요찬(宋堯讚) | 중장 | 충남 청양 | 군영         | 1957.5 ∼ 1959.2.       | 육군참모총장.내각수반 역임              |
| 제1공화국        | 3대  | 유재흥(劉載興) | 중장 | 충남 공주 | 군영         | 1959.2 ∼ 1960. 8       | 연합참모본부총장.국방부장관             |
| 제2공화국        | 4대  | 김종오(金鍾五) | 중장 | 충북 청원 | 군영         | 1960.8 ∼ 1960.10       | 연합참모본부총장.육군참모총장           |
| 제2공화국        | 5대  | 이한림(李翰林) | 중장 | 함남 안변 | 군영         | 1960.10 ∼ 1961. 5      | 건설부장관 역임                         |
| 국가재건최고회의 | 6대  | 박임항(朴林恒) | 중장 | 함남 홍원 | 육사 7특기   | 1961.5 ∼ 1962.5        | 5군단장                                 |
| 국가재건최고회의 | 7대  | 민기식(閔耭植) | 중장 | 충북 청원 | 군영         | 1962.5 ∼ 1963.5        | 육군참모총장.국회의원                   |
| 국가재건최고회의 | 8대  | 장창국(張昌國) | 중장 | 서울      | 군영         | 1963.5 ∼ 1965.4        | 합참의장 유정회 의원                    |
| 제3공화국        | 9대  | 김계원(金桂元) | 중장 | 경북 영주 | 군영         | 1965.4 ∼ 1966. 9       | 육참총장.중정부장.대통령비서실장        |
| 제3공화국        | 10대 | 서종철(徐鐘喆) | 대장 | 경남 양산 | 육사 1기     | 1966.9 ∼ 1969.4        | 6관구사령관.3군단장.육참총장.국방부장관 |
| 제3공화국        | 11대 | 한신(韓信)     | 대장 | 함남 영흥 | 육사 2기     | 1969.4 ∼ 1972.5        | 수도사단장.6군단장2군사령관.합참의장    |
| 제3공화국        | 12대 | 최세인(崔世寅) | 대장 | 황해 봉산 | 육사 3기     | 1972.5 ∼ 1975.2.       |                                         |
| 제4공화국        | 13대 | 이소동(李召東) | 대장 | 대구      | 육사 2기     | 1975.2 ∼ 1977.12       | 주월 백마사단장.6군단장                 |
| 제4공화국        | 14대 | 정승화(鄭昇和) | 대장 | 경북 금릉 | 육사 5기     | 1977.12 ∼ 1979. 2      | 3군단장.육사교장.육군참모총장           |
| 제4공화국        | 15대 | 김학원(金學洹) | 중장 | 평북 강계 | 육사 5기     | 1979.2 ∼ 1979.12       |                                         |
| 제4공화국        | 16대 | 윤성민(尹誠敏) | 대장 | 전남 무안 | 육사 9기     | 1979.12.24 ∼ 1981.5    | 국방부장관                              |
| 제5공화국        | 17대 | 김윤호(金潤鎬) | 대장 | 서울      | 육사 10기    | 1981.5 ∼ 1982. 5       |                                         |
| 제5공화국        | 18대 | 소준열(蘇俊烈) | 대장 | 전남 구례 | 육사 10기    | 1982.5 ∼ 1983.12       | 대한민국 재향군인회 회장 역임           |
| 제5공화국        | 19대 | 정진권(鄭振權) | 대장 | 전남 장성 | 육사 8기 5반 | 1983. 12. ∼ 1985. 6.   |                                         |
| 제5공화국        | 20대 | 안필준(安弼濬) | 대장 | 충북 충주 | 육사 12기    | 1985.6 ∼ 1987.6        | 하나회                                  |
| 제5공화국        | 21대 | 정호근(鄭鎬根) | 대장 | 경기 안성 | 갑종 5기     | 1987.6 ∼ 1989.4        | 합동참모의장 역임                       |
| 노태우 정부      | 22대 | 이진삼(李鎭三) | 대장 | 충남 부여 | 육사 15기    | 1989.4 ∼ 1990.6        | 육참총장.체육부장관.국회의원            |
| 노태우 정부      | 23대 | 이문석(李文錫) | 대장 | 서울      | 육사 17기    | 1990.6 ∼ 1992.6.9      | 하나회                                  |
| 노태우 정부      | 24대 | 조남풍(趙南豊) | 대장 | 충남 서천 | 육사 18기    | 1992.6.9 ∼ 1993.7      | 하나회, 대한민국 재향군인회 회장 역임   |
| 김영삼 정부      | 25대 | 이준(李俊)     | 대장 | 충북 제천 | 육사 19기    | 1993.7 ∼ 1995. 3       | 국방부 장관 역임                        |
| 김영삼 정부      | 26대 | 오영우(吳榮祐) | 대장 | 전북 군산 | 육사 20기    | 1995.3 ∼ 1996.10       |                                         |
| 김영삼 정부      | 27대 | 이재관(李在寬) | 대장 | 경기 이천 | 육사 21기    | 1996.10 ∼ 1998.3       |                                         |
| 김대중 정부      | 28대 | 김석재(金石在) | 대장 | 경남 함양 | 육사 23기    | 1998.3 ∼ 2000.4        |                                         |
| 김대중 정부      | 29대 | 김판규(金判圭) | 대장 | 경남 마산 | 육사 24기    | 2000.4 ∼ 2001.10.10    | 6군단장.항공작전사령관.육참총장         |
| 김대중 정부      | 30대 | 김종환(金鍾煥) | 대장 | 강원 원주 | 육사 25기    | 2001.10.10 ∼ 2003.4.3  |                                         |
| 노무현 정부      | 31대 | 정수성(鄭壽星) | 대장 | 경북 경주 | 갑종 202기   | 2003.4.3 ∼ 2005.4.4    | 55보병사단장.수도군단장.국회의원        |
| 노무현 정부      | 32대 | 김병관(金秉寬) | 대장 | 경남 김해 | 육사 28기    | 2005.4.4 ~ 2006.11.17  | 7군단장.연합사부사령관                  |
| 노무현 정부      | 33대 | 김태영(金泰榮) | 대장 | 서울      | 육사 29기    | 2006.11.17 ~ 2008.3.21 | 합참의장.국방부장관                     |
| 이명박 정부      | 34대 | 김근태(金近泰) | 대장 | 충남 부여 | 육사 30기    | 2008.3.21 ~ 2009.9.18  | 7기동군단장                             |
| 이명박 정부      | 35대 | 정승조(鄭承兆) | 대장 | 전북 정읍 | 육사 32기    | 2009.9.18 ~ 2010.6.17  | 연합사부사령관.합참의장                 |
| 이명박 정부      | 36대 | 박정이(朴正二) | 대장 | 충남 홍성 | 육사 32기    | 2010.6.17 ~ 2011.10.17 | 20기보사단장.수방사령관                 |
| 이명박 정부      | 37대 | 박성규(朴成奎) | 대장 | 충남 논산 | 3사 10기     | 2011.10.17 ~ 2013.9.27 | 11기보사단장.7기동군단장.교육사령관     |
| 박근혜 정부      | 38대 | 신현돈(申鉉惇) | 대장 | 충북 괴산 | 육사 35기    | 2013.9.27 ~ 2014.9.2   | 특수전사령관                            |
| 박근혜 정부      | 39대 | 장준규(張駿圭) | 대장 | 충남 서산 | 육사 36기    | 2014.9.12 ~ 2015.9.16  | 특수전사령관.육군참모총장               |
| 박근혜 정부      | 40대 | 김영식(金榮植) | 대장 | 서울      | 육사 37기    | 2015.9.16 ~ 2017.8.10  | 5군단장.항공작전사령관                  |
| 문재인 정부      | 41대 | 박종진(朴鐘珍) | 대장 | 충남 서산 | 3사 17기     | 2017.8.10 ~ 2018.12.31 | 37사단장.6군단장.3군부사령관.           |